# Lonely Are the Brave (album)
Lonely Are The Brave è il quinto studio album degli Jorn, la band del cantante hard rock heavy metal norvegese Jørn Lande.
È presente sul disco anche una cover dei Deep Purple e due brani già pubblicati con The Snakes e Beyond Twilight, ri-arrangiati per l'occasione.

## Tracce
1. "Lonely Are the Brave" (Jørn Lande/Jørn Viggo Lofstad) - 4:17
2. "Night City" (Jørn Lande/Jørn Viggo Lofstad) - 5:27
3. "War of the World" (Jørn Lande/Jørn Viggo Lofstad) - 5:32
4. "Shadow People" (Jørn Lande/Jørn Viggo Lofstad) - 3:34
5. "Soul of the Wind" (Jørn Lande/Jørn Viggo Lofstad) - 6:03
6. "Man of the Dark" (Jørn Lande/Jørn Viggo Lofstad) - 5:10
7. "Promises" (Jørn Lande/Jørn Viggo Lofstad) - 4:43
8. "The Inner Road" (Jørn Lande/Jørn Viggo Lofstad) - 4:55
9. "Hellfire" (Jørn Lande/Finn Zierler) (Beyond Twilight) - 6:12
10. "Showdown" (The Snakes) - 4:25

### Bonus Tracks
1. "Stormbringer" (Ritchie Blackmore/David Coverdale) (Deep Purple) - 3:53
2. "Like Stone In Water" (Jørn Lande/Jørn Viggo Lofstad/Tore Moren) - 5:02

## Band
- Jørn Lande - Voce
- Jørn Viggo Lofstad - Chitarre
- Tore Moren - Chitarre
- Sid Ringsby - Basso
- Willy Bendiksen - Batteria